# Острови поміж течій
Острови поміж течій (англ. Islands in the stream) — роман американського письменника Ернеста Хемінгуея, написаний протягом 1950—1951 років, виданий за дев'ять років після його смерті, у 1970 році.

## Історія створення
В основу роману покладені події Другої світової війни, в яких брав участь Е. Хемінгуей. Навесні 1942 року він запропонував американському послу на Кубі створити допоміжну службу задля спостереження за нацистськими підводними човнами. Він облаштував власний катер «Пілар» радіоапаратурою, декількома кулеметами та протягом двох років виходив на патрулювання акваторії північного узбережжя Куби.

## Сюжет
Роман складається з трьох частин.
У першій частині роману під назвою «Біміні», головний герой твору, на ім'я Томас Хадсон, згадує своє майже безтурботне життя художника на острові. Він згадує приїзд своїх трьох синів: Тома, Девіда, Ендрю та час, який він провів із ними.
Хадсон сумує через звістку про те, що невдовзі після від'їзду Девід та Ендрю разом із матір'ю загинули в автокатастрофі. Він їде до Франції, намагаючись зосередитися на роботі, проте впадає у тривалу депресію.
Дія другої частини роману (Куба) розгортається по приїзду Хадсона на Кубу, де він дізнається про початок Другої світової війни. Не в змозі бути осторонь, Хадсон споряджає човен для спостереження за німецькими підводними човнами.
Час, вільний від морських походів, він проводить у місцевих барах, зустрічаючись та спілкуючись із різними людьми.  Хадсон згадує своє перебування у Парижі із першою дружиною та Томом, старшим сином, який, як стало відомо, загинув на війні.
У третій частині (На морі), Хадсон, разом з іншими членами екіпажу, переслідують німецьких моряків, які втратили підводний човен та намагаються врятуватися, укрившись на одному з островів. Врешті команда Хадсона знаходить нацистів. В бою із ними він отримує смертельне поранення.

## Відгуки
За словами американського письменника та літературного критика Робі Макколі, «Острови поміж течій» — книга набагато краща за будь-яку, що можуть написати молоді автори.
Англійська письменниця, дослідниця історії літератури, Кейт Макдональд, наголошує, що «Острови поміж течій» — дуже правдоподібний роман.

## Екранізації
У 1977 році американський режисер Франклін Шеффнер за мотивами роману зняв однойменний фільм.